# Giovanni Losi
Giovanni Losi (Caselle Landi, 29 de noviembre de 1838 - El Obeid, 27 de diciembre de 1882) fue un sacerdote y misionero católico italiano, de la Congregación de los Misioneros Combonianos, confessoor y amigo de Daniel Comboni y superior de varias missiones religiosas en Sudán.

## Biografía

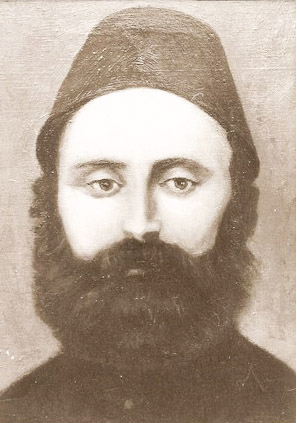
Padre Losi alrededor de 1880 durante su misión en Sudán.

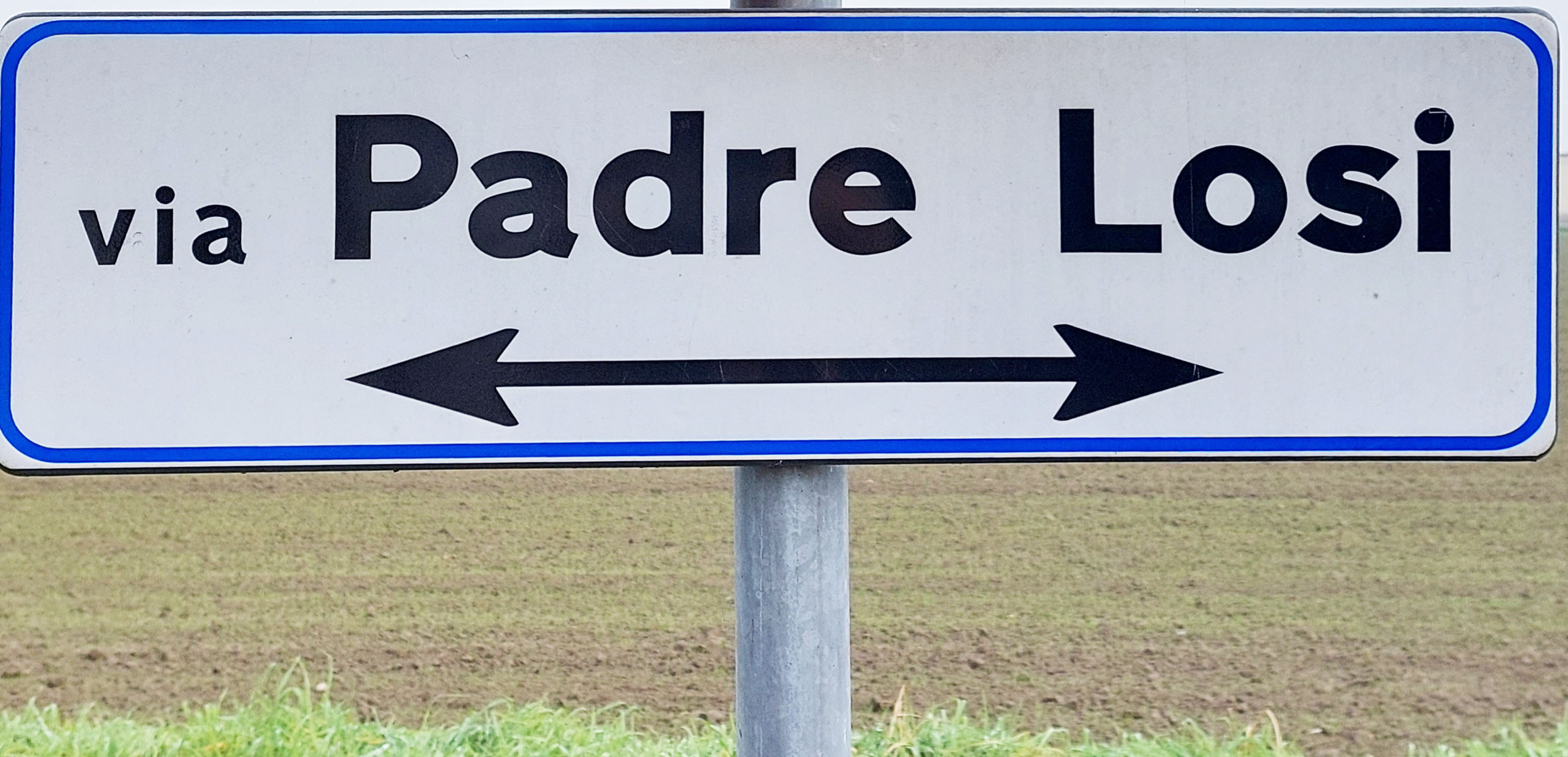
Calle padre Losi, en Caselle Landi.

Nacido en Caselle Landi en 1838, fue bautizado el mismo día en la iglesia parroquial. Posteriormente, ingresó en el seminario episcopal de Piacenza y fue ordenado sacerdote en 1862, ingresando diez años más tarde en el Instituto Misionero de Verona, fundado por Comboni, para partir con él hacia Sudán al año siguiente.
Fue superior de la misión de El Obeid hasta 1878, con malas relaciones con la población local, de fe musulmana. Durante su estancia en Sudán, junto con su hermano Luigi Bonomi, publicó un catecismo y el primer diccionario en nubio, lengua hasta entonces desconocida en Occidente. A la muerte de Comboni en 1881, fue nombrado superior interino de toda la misión centroafricana. Enfermó de escorbuto y murió el 27 de diciembre de 1882 a la edad de 44 años.
Fue enterrado en El-Obeid, pero su tumba fue profanada por fundamentalistas cuando los Mahadis conquistaron la región en 1889.
En Caselle Landi, su ciudad natal, estaba dedicada a él la calle que bordea la iglesia y conduce a los campos.